# 왕자복
왕자복(王子服, ? ~ 200년)은 중국 후한 말기의 정치가이다.

## 행적
본래 한나라의 편장군(偏將軍)이었다.
200년, 동승(董承), 마등(馬騰), 유비(劉備) 등과 함께 조조(曺操) 암살의 계획하며 연판장 혈서를 썼다가 발각되어 조조에게 처형당했다.

## 《삼국지연의》에서의 왕자복
《삼국지연의》에서는 편장군이라는 말은 없고, 동승 등과 함께 조조를 암살할 계획을 세웠다. 그러나 결국 모든 게 들통나 처형 당했다.